# Harry S. Truman Farm Home
La Harry S. Truman Farm Home – ou simplement Truman Farm Home – est une maison américaine à Grandview, dans le comté de Jackson, au Missouri. Corps d'une ferme initialement appelée Solomon Young Farm, elle a été le domicile d'Harry S. Truman, futur président des États-Unis, de 1906 à 1917. Inscrite au Registre national des lieux historiques depuis le 5 mai 1978 et protégée au sein de l'Harry S. Truman National Historic Site depuis la création de ce site historique national le 23 mai 1983, elle est classée National Historic Landmark depuis le 4 février 1985.